# Dogye-eup
Dogye-eup (koreanska: 도계읍)  är en köping i kommunen Samcheok i  provinsen Gangwon i den nordöstra delen av Sydkorea,  190 km öster om huvudstaden Seoul.
Dogye ligger på järnvägslinjen Yeongdong mellan Gangneung och Yeongju.